# The Lord of Steel
The Lord of Steel (englisch für „Der Herr des Stahls“) ist das zwölfte Studioalbum der US-amerikanischen True-Metal-Band Manowar und wurde am 16. Juni 2012 erstmals als Download veröffentlicht. Am 26. Juni 2012 folgte eine exklusive CD-Version der limitierten Hammer Edition durch die britische Ausgabe des Metal-Hammer-Magazins. Die Einzelhandelsfassung folgte am 8. Oktober als Download und am 19. Oktober auf CD.

## Entstehung
Im Vorfeld der Veröffentlichung des Albums Gods of War wurden von Joey DeMaio vier Alben angekündigt, die jeweils als Konzeptalbum einen nordischen Gott thematisieren sollten. Auch The Lord of Steel, damals noch ohne Namen, hätte dieses Konzept beibehalten sollen. Es wäre damit die zweite der vier ursprünglich geplanten Veröffentlichungen dieses Konzepts gewesen und damit der direkte Nachfolger des Albums Gods of War sowie der EP Thunder in the Sky. Im Internet und auch in einer YouTube-Videobotschaft von Joey DeMaio wurde dieses Album zwischenzeitlich als Hammer of the Gods bezeichnet.
Jedoch meldete sich DeMaio kurz nach der offiziellen Rückkehr von Donnie Hamzik zu Manowar erneut in einer Videobotschaft und gab bekannt, dass alle bisherigen Ideen und Aufnahmen verworfen wurden und die Band nochmals von Null beginnen werde. Auch entschied sie sich dabei gegen ein Konzeptalbum. Die Aufnahmen wurden zwischenzeitlich jedoch zurückgestellt, da eine Neuauflage des ersten Albums Battle Hymns bevorzugt werde. Diese erschien im Herbst 2010 als Battle Hymns MMXI.
Im Herbst 2011 kündigte Joey DeMaio in einem Interview mit Eddie Trunk die Veröffentlichung des nächsten Albums für den Sommer 2012 an. Im Frühjahr 2012 wurden auf Youtube zwei Ausschnitte aus Rohfassungen der Titel El Gringo und Expendable gezeigt, erstgenannter wenig später auch als kostenloser MP3-Download für Ticket-Vorbesteller für diverse Auftritte im Herbst 2011 veröffentlicht. Als das Album Journalisten vorab vorgespielt wurde, wurde von der deutschen Presse ausschließlich der Metal Hammer eingeladen.
Im Juli verkündete Joey DeMaio, dass die Einzelhandelsfassung des Albums einige Überraschungen beinhalten werde. Man solle sich die neue Version wie einen Film mit alternativer Schnittfassung oder alternativem Ende vorstellen. So solle das Album neben dem neuen Titel The Kingdom of Steel und einem Artwork von Ken Kelly auch einen „brutaleren“ Klang beinhalten. Am 8. Oktober erschien diese Fassung als MP3-Download. Alle Titel wurden dafür einem kompletten Remastering unterzogen. Je nach Musikstück reichen die Unterschiede in der neuen Fassung von marginalen Änderung des Klangs über zusätzliche Effekte bis hin zum kompletten Austausch von Elementen wie Intros, Soli und Outros. Beispielsweise erhielten Touch the Sky und El Gringo völlig neue Gitarrensoli. Bei Righteous Glory und Born in a Grave wurde nun auch ein tatsächlicher Schluss komponiert, während sie auf der Hammer Edition mit einem Fadeout endeten.

## Titelliste
1. The Lord of Steel – 4:07 (4:06)
2. Manowarriors – 4:46 (4:41)
3. Born in a Grave – 5:47 (5:01)
4. Righteous Glory – 6:10 (5:46)
5. Touch the Sky – 3:49 (3:47)
6. Black List – 6:58 (6:43)
7. Expendable – 3:10 (3:10)
8. El Gringo – 4:57 (6:54)
9. Annihilation – 4:00 (3:36)
10. Hail Kill and Die – 3:56 (3:36)
11. The Kingdom of Steel – (7:21) (nur in der Einzelhandelsfassung)

Die jeweils erste Zeitangabe bezieht sich auf die Hammer Edition, die zweite auf die Einzelhandelsfassung. Alle Titel wurden von Joey DeMaio geschrieben, außer Righteous Glory und Born in a Grave, an denen auch Karl Logan beteiligt war.

## Kritiken
Götz Kühnemund vom Rock Hard zufolge gibt es auf dem Album mit Righteous Glory, Born in a Grave und Touch the Sky „ein paar Songs […], die durchaus Potenzial haben“, und „gelungene Passagen“ in The Lord of Steel, El Gringo und dem „Klischee-Banger ‚Manowarriors‘, auch wenn sie fast immer älteren Hits der Band ‚entliehen‘ sind“. Das Album klinge jedoch „bestenfalls wie eine durchschnittliche Kopie der alten Göttergaben“, die Produktion sei eine „Digital-Homestudio-Katastrophe“, und die Texte wirkten, als würden sie „wie in ‚Manowarriors‘ inzwischen (bewusst) auf die Dümmsten der Dummen abzielen, weil nur noch dieselben zehn Schlagwörter irgendwie aneinandergereiht werden“, was nichts mehr mit dem „liebevollem Umgang mit den guten alten Metal-Klischees“ auf ihren Frühwerken zu tun habe; stattdessen sei es „ganz einfach pure Berechnung und platt. Dass man trotzdem sechs Punkte (‚ganz okay‘) geben muss, liegt an Eric Adams, der selbst mit halber Kraft noch viele andere Sänger hinter sich lässt, und an den alten Glanzzeiten, die in meinem Hinterkopf immer noch ganz entfernt, irgendwie, irgendwo anklingen. Schade, Jungs, es war echt schön mit euch.“ In einem Leserbrief an das Magazin wurde die „seltsame Release-Politik“ bemängelt.

## Trivia
- Das Lied El Gringo ist Teil des Soundtracks des gleichnamigen Films El Gringo von After Dark Films mit Scott Adkins in der Hauptrolle.[9] Das Lied war auch im Trailer des Films zu hören.
- Expendable wurde laut Joey DeMaios Aussage durch Sylvester Stallones Spielfilm The Expendables inspiriert.[10] DeMaio erzählte dem britischen Metal Hammer, dass Stallone angefangen habe zu headbangen, als ihm das Lied vorgespielt wurde.[11]
- Das Album ist das erste Manowar-Studioalbum seit The Triumph Of Steel, das kein reines Instrumentalstück enthält.